# The Outfoxies
The Outfoxies (アウトフォクシーズ?) è un videogioco arcade del 1995 prodotto da Namco.

## Trama
Il misterioso e ricchissimo "Mr. Acme" ha ingaggiato sette dei più famosi e micidiali assassini del mondo, ciascuno a insaputa degli altri, perché si uccidano a vicenda. Spetta al giocatore, una volta scelto uno dei killer, eliminare la concorrenza e scoprire quale siano le vere intenzioni di Mr. Acme.

## Modalità di gioco
Scopo del gioco è, come ricorda un messaggio registrato all'inizio di ogni livello, eliminare l'avversario con ogni mezzo: le ambientazioni sono disseminate di armi che spaziano da spade a lanciafiamme, da granate a pistole, ma è possibile sfruttare quasi ogni elemento del livello per causare danno all'avversario. Tutti gli oggetti che possono essere utilizzati sono indicati chiaramente da una scritta, inoltre dopo averli raccolti una voce ne pronuncerà il nome e un'immagine di essi apparirà accanto al nome del personaggio (e anche un indicatore dei proiettili nel caso si tratti di un'arma da fuoco). Le ambientazioni sono molto diversificate e strutturate in modo che nessuno possa dirsi veramente avvantaggiato, rendendo le partite imprevedibili.
I controlli sono quelli tipici di un platform: si salta su e giù dalle varie piattaforme che compongono i livelli e si possono compiere varie mosse evasive come rotolare.
Dopo aver eliminato un avversario entro il tempo limite previsto, Mr. Acme elargirà al killer la somma pattuita, da cui sarà sottratto un certo ammontare di denaro a seconda del danno subito (le spese ospedaliere).

## Personaggi e livelli
Lista dei personaggi disponibili e indicazione dell'ambientazione in cui li si dovrà affrontare.
- John Smith: un uomo senza scrupoli che, come dice la sua scheda, farebbe qualunque lavoro da babysitter a rivoluzionario pur di ricavarci qualcosa.
  - Livello: un grattacielo in cui lo stesso Smith ha collocato delle cariche esplosive. L'esplosione causa il crollo del tetto dell'edificio, facendo sprofondare l'elicottero che si trova lì, il quale precipitando permetterà l'accesso a nuove aree dell'edificio.
- Betty Doe: una spietata donna d'affari diventata abile mercenaria per ottenere il denaro necessario a finanziare tutte le imprese che controlla.
  - Livello: l'acquario cittadino. Anche qui ci sono degli esplosivi a tempo, che causano il crollo del modello di balena appeso al soffitto. Questo fatto causerà la distruzione della fontana e l'inondazione del livello, con il rischio che gli squali e i piranha escano dalle vasche. Per togliersi dai guai spesso è utile usare i due ascensori.
- Professor Ching: un anziano inventore semiparalizzato che si sposta su di un macchinario di sua invenzione. In alcune aree questo metodo di spostamento risulta molto scomodo, in compenso ha il notevole vantaggio di proteggere la schiena del professore da tutti i proiettili (razzi esclusi). Questo vantaggio può essere riprodotto sugli altri personaggi con l'arma spada, tenendo premuto all'infinito il tasto dell'arma il giocatore schiera la spada davanti a sé in modo da poter "tagliare" i proiettili.
  - Livello: una fabbrica di armamenti, completa di nastri trasportatori, bracci meccanici e una vasca colma d'acido. La fabbrica, oltre a produrre numerose pistole, produce dei missili molto potenti che è possibile raccogliere e lanciare.
- Bernard White: un ex ingegnere, un uomo grande e grosso con un braccio meccanico; è il tipico esempio di personaggio possente ma lento (con una corsa molto goffa per di più).
  - Livello: un trenino a vapore che attraversa le Montagne Rocciose. Il livello non presenta molti elementi interattivi o particolari pericoli, se non il rischio di cadere dai vagoni.
- Eve: un'ex attrice fallita, ridottasi a lavorare in un circo, che fa la mercenaria per continuare a potersi permettere lo stile di vita lussuoso che aveva un tempo. Ha una lucertola (forse una iguana) ammaestrata che la segue sempre.
  - Livello: un tendone da circo, con tanto di acrobati, animali feroci da evitare e pagliacci che elargiscono pistole, le quali spesso però sono delle "semplici" pistole ad acqua. A pochi secondi dalla fine si presenta un cannone controllabile dal giocatore che spara vari "uomini cannone".
- Dweeb: uno scimpanzé in frac e cappello a cilindro, è il figlio rapito di "Mr. Happy", scimpanzé super intelligente oltre che star della TV. Si dice che voglia essere pagato in banane.
  - Livello: un aereo cargo che trasporta armi. Da notare come ci si possa sedere nella cabina di pilotaggio per cambiare l'inclinazione del velivolo, o come si possa utilizzare la mitragliatrice dell'aereo, o di come questo sia l'unico livello in cui si possono aprire porte da usare come riparo dai proiettili. Il problema legato al fattore tempo di questo livello è dato dalle condizioni atmosferiche che peggiorano progressivamente e causano l'instabilità dell'aereo. Come se non bastasse è anche possibile precipitare.
- Danny & Demi: due bambini diabolici, una volta erano gemelli siamesi, ora separati in seguito a un incidente ferroviario. Stanno sempre insieme e fanno tutto in sincronia. Possono tenere due armi contemporaneamente: esaurita l'ultima arma raccolta, passeranno a quella raccolta in precedenza.
  - Livello: un piccolo yacht. Non ci sono trappole particolari, ma il mare in tempesta modifica l'inclinazione dell'imbarcazione col passare del tempo. C'è inoltre il pericolo di cadere in acqua ed essere attaccati dagli squali (a differenza che nei livelli del treno e dell'aereo, non si viene automaticamente riportati a bordo una volta caduti).

Una volta sconfitti tutti e cinque gli avversari, l'ultimo livello diviso in più sezioni è la magione di Mr. Acme, ultimo ostacolo al titolo di miglior killer del mondo.